# Le Gardien de phare
Le Gardien de phare (titre original : Fyrvaktaren) est un roman policier de Camilla Läckberg, publié en Suède en 2009. La version française est parue le 5 juin 2013 aux éditions Actes Sud dans la collection Actes noirs.

## Résumé
Patrik Hedström, inspecteur de police, vient de reprendre le travail après un long congé de maladie. Il a essayé de bien se reposer, tout en prenant soin de sa femme, Erica, et de leurs jumeaux nés prématurément.
Il a à peine le temps de passer la porte du bureau qu'il est déjà jeté dans une nouvelle enquête. Un homme a été retrouvé assassiné dans son appartement, ayant reçu une balle dans la tête.
La victime est Mats Sverin, directeur financier du conseil local, une personne tout à fait sympathique et bien aimée. Personne n'a un mauvais mot à dire sur lui.
Avec ses collègues, Patrik commence à retracer la vie de Mats, qui contient plus de secrets que personne n'aurait jamais pu le soupçonner. Pourquoi était-il si pressé de quitter Göteborg pour revenir dans sa ville natale de Fjällbacka ? Quel rôle a-t-il joué dans le projet de transformation de l'ancien hôtel en spa ? Et est-ce pure coïncidence si Annie Tapis, sa petite amie d'enfance, est également de retour ? Ils n'ont pas été en contact depuis plusieurs années, mais maintenant son fils et elle vivent sur l'île de Gråskär, près de Fjällbacka — un lieu où sa famille a résidé pendant des générations.
Même Gråskär a sa part de secrets et est un endroit qui a toujours été entouré de rumeurs sinistres. Ils disent que l'île est hantée par les morts et qu'ils ont quelque chose à dire à la vie ...

## Personnages
Personnages principaux
- Erica Falck, auteur de biographies, elle est mariée avec Patrik Hedströmn avec qui elle a trois enfants.
- Patrik Hedström, inspecteur de police, il est marié avec Erica Falck.
- Martin Molin, inspecteur de police.

## Éditions en français
Édition imprimée originale
- Camilla Läckberg (trad. du suédois par Lena Grumbach), Le Gardien de phare [« Fyrvaktaren »], Arles, Actes Sud, coll. « Actes noirs », 5 juin 2013, 461 p., 24 cm (ISBN 978-2-330-01896-2, BNF 43662809)

Édition en gros caractères
- Camilla Läckberg (trad. du suédois par Lena Grumbach), Le Gardien de phare [« Fyrvaktaren »], Cergy-Pontoise, À vue d'œil, coll. « 16-17 : suspense », 11 septembre 2013, 804 p., 24 cm (ISBN 978-2-84666-817-0, BNF 43682115)Édition en deux volumes référencés ensemble.

Livre audio
- Camilla Läckberg (trad. Lena Grumbach), Le Gardien de phare [« Fyrvaktaren »], Paris, Audiolib, 11 septembre 2013 (ISBN 978-2-35641-628-5, BNF 43664553)Narrateur : Jean-Christophe Lebert ; support : 2 disques compacts audio MP3 ; durée : 16 h 14 min environ ; référence éditeur : Audiolib 25 1675 5.

Édition au format de poche
- Camilla Läckberg (trad. du suédois par Lena Grumbach), Le Gardien de phare [« Fyrvaktaren »], Arles, Actes Sud, coll. « Babel noir » (no 158), 4 mai 2016, 558 p., 18 cm (ISBN 978-2-330-06445-7)